# Rothia panganica
Rothia panganica är en fjärilsart som beskrevs av Karsch 1898. Rothia panganica ingår i släktet Rothia och familjen nattflyn. Inga underarter finns listade.